# Edikt von Compiègne
Das Edikt von Compiègne, französisch L’édit de Compiègne, wurde am 24. Juli 1557 vom französischen König Heinrich II. auf seinem Landsitz in Compiègne erlassen. 

## Einführung

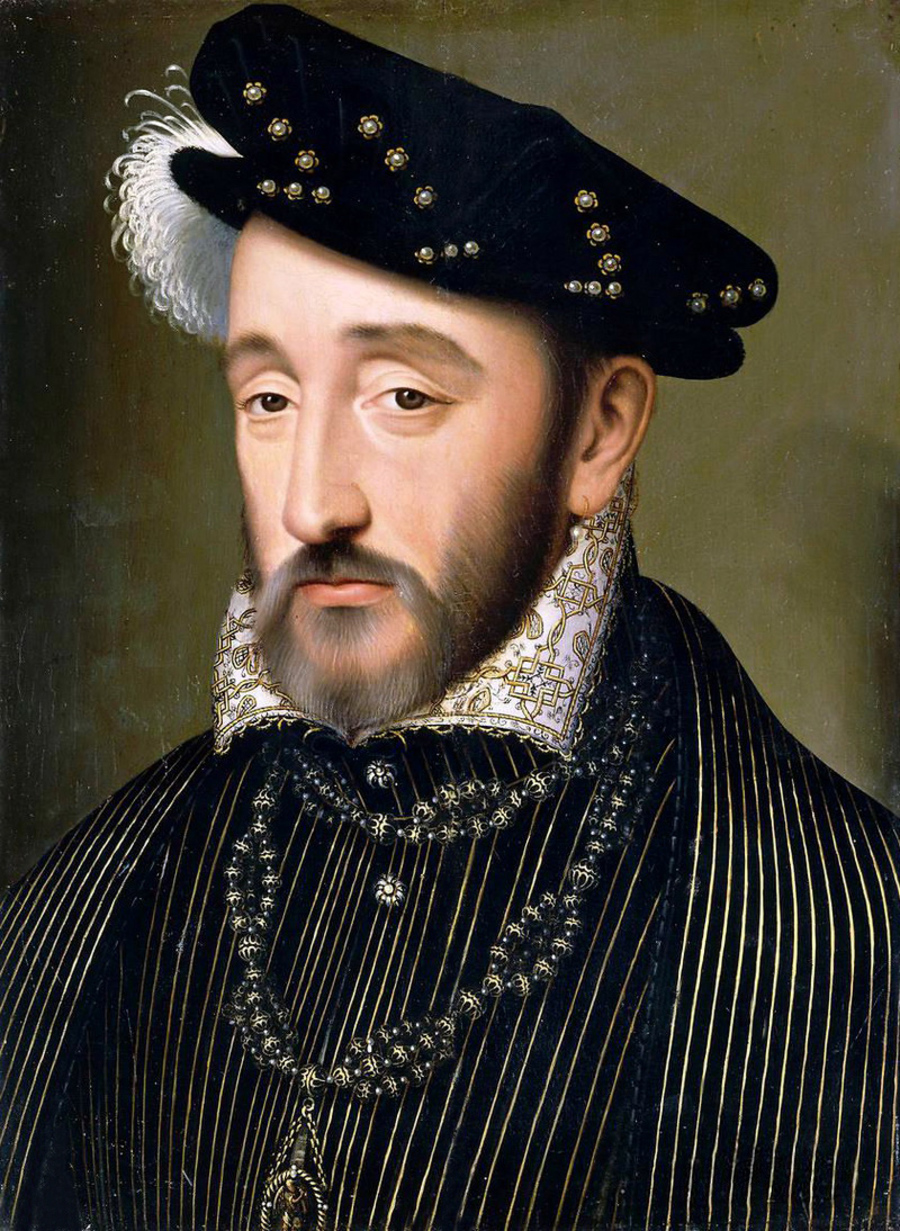
Der französische König Heinrich II.

Das Edikt von Compiègne war das dritte einer Reihe von Edikten, die zusehends strengere Strafen für die Ausübung des Protestantismus in Frankreich vorsahen. Zielsetzung war die Ausmerzung der Reformation in Frankreich. Durch die vorangetriebene Verschärfung der Maßnahmen bis hin zur Todesstrafe beschleunigte das Edikt von Compiègne die bereits seit längerem schwelende Religionskrise in Frankreich und trieb das Land in den Bürgerkrieg zwischen konfessionellen Armeen. Die Hugenottenkriege konnten erst 1598 mit dem Edikt von Nantes, in dem Heinrich IV. die Hugenotten tolerierte, beigelegt werden.

## Hintergrund
Für Hofberichterstatter lag der Erreger (der Hugenottenkrankheit) eindeutig in Genf, wo der gebürtige Franzose Johannes Calvin im Jahr 1555 die unangefochtene Vorherrschaft errungen hatte. Im selben Jahr konstituierte sich die Französische Reformierte Kirche auf einer Synode in Paris, unweit der königlichen Residenz im Louvre. Auch der Augsburger Religionsfriede wurde noch im selben Jahr unterzeichnet, der auf dem Grundsatz Cuius regio, eius religio beruhte. Nach diesem Prinzip war die Religion des jeweiligen Königs oder Herrschers für die Religion seiner Untertanen ausschlaggebend. In Deutschland konnten somit selbst die kleinen Landesfürsten über die Konfession der Bevölkerung ihres jeweiligen Landes entscheiden. In Frankreich wurde es daher förmlich als Schwäche angesehen, dass der König hierzu nicht in der Lage schien. Folglich wurde das Motto Ein König, ein Glaube zum Wahlspruch der ultrakatholischen Guisenfraktion.
Das Parlement de Paris war in dieser Frage uneins. Als der König es wegen der besten Vorgehensweise zur Bestrafung und Ausradierung der Häresie zu Rate zog, sprachen sich die Gemäßigten Pierre I. Séguier, Präsident des Parlements, sowie der Rat du Drac gegen das geplante Edikt von Compiègne aus, da sie es für unnötig erachteten. Insbesondere widersetzten sie sich der Einführung der Inquisition in Frankreich, da dies anscheinend die im Parlement verankerte königliche Rechtsprechung umgehen würde.

## Inhalt
Das Edikt von Compiègne sah die Todesstrafe vor:
- für von überführten oder unverbesserlichen Sakramentariern begangene Vergehen
- für nach Genf Übersiedelte und insbesondere für diejenigen, die dort Bücher veröffentlichten
- für Verleumdungen und ikonoklastische Verunstaltungen von Heiligen und deren Abbildungen
- für illegales Predigen und Teilnahme an religiösen Versammlungen privater als auch öffentlicher Natur.[1]

Hauptpunkt des Edikts von Compiègne war die Unterstellung der die Ordnung in irgendeiner Weise störenden Protestanten unter die weltliche Gerichtsbarkeit. Die Aburteilung wegen Häresie wurde jedoch den Händen der katholischen Kirche überlassen.

Wie schon beim Edikt von Châteaubriant zuvor bemerkte auch die Präambel des Edikts von Compiègne die Wirkungslosigkeit der Gerichte in ihrem Vorgehen gegen die Häretiker, bedingt durch Verschlagenheit oder Nachsicht der Richter. Das Edikt machte ein päpstliches Mandat bindend, das ein Inquisitionsgericht in Frankreich einrichten wollte. Das Parlement verschleppte jedoch den Vorgang, um ihn dann im April 1558 ganz niederzuschlagen. 

„Am letzten Tag des Jahres 1557 beschwerten sich Gefolgsleute des Königs, dass der Gerichtshof das vor vier Monaten eingereichte letzte Edikt des Königs nach wie vor noch nicht beratschlagt hatte.“

 Sie untertrieben hierbei sogar, denn das Edikt von Compiègne war bereits am 24. Juli 1557 eingereicht und sodann im Januar 1558 registriert worden.

## Auswirkungen
Dennoch war der Inhalt des Edikts bereits an die Öffentlichkeit gedrungen. Erste Auswirkungen wurden sichtbar, als eine aufgebrachte Menge ein in der Rue Saint Jacques in einem Privathaus abgehaltenes Calvinistentreffen überfiel. Zugegen waren Adlige, königliche Beamte, angesehene Handwerker sowie Frauen und Kinder. Etwa 132 Personen wurden festgenommen und ins Gefängnis geworfen. Am 14. September wurden drei von ihnen, darunter eine adlige Witwe, auf der Place Maubert öffentlich verbrannt.